# Egberto Gismonti

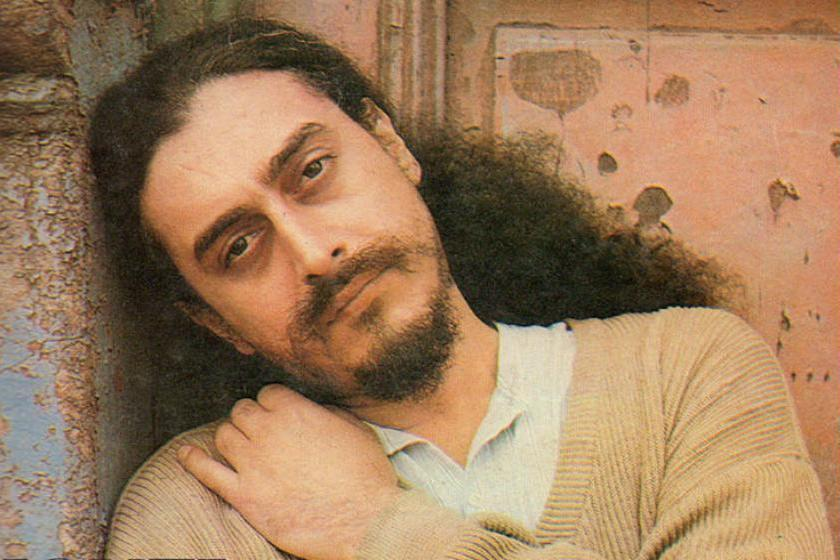

Egberto Gismonti (Carmo (Rio de Janeiro), 5 december 1947) is een Braziliaans multi-instrumentalist. Hij bespeelt gitaar, piano, dwarsfluit en sanfona, maar is daarbij voornamelijk ook componist van muziek voor de muziekinstrumenten die hij bespeelt, maar ook steeds meer richting klassieke muziek.

## Leven
Gismonti werd geboren in een familie met Libanese vader en een Siciliaanse moeder. Vader en moeder stimuleren Egberto om al snel te beginnen met muziekonderwijs, allereerste pianospelen. Dat begon dan als klassiek pianist, waarbij les kreeg in Rio de Janeiro. Hij zette zijn studie compositie voort aan het Conservatoire national supérieur de musique bij Nadia Boulanger en Jean Barraqué. In aanvulling op zijn pianospel begon hij zichzelf het gitaarspel meester te maken.
Op 22-jarige leeftijd; het is dan 1969, volgde zijn eerste muziekalbum Egberto Gismonti genaamd, de muziek is dan nog erg gericht op de bossanova. Gedurende zijn muzikale loopbaan kreeg zijn muziek steeds meer etnische invloeden vanuit Brazilië, maar ook uit andere werelddelen, waarbij inheems Braziliaanse volksmuziek maar ook meer experimentele stromingen niet vermeden werden. Zijn album Dança das cabeças met Nana Vasconcelos verkocht minimaal 200.000 stuks en kreeg de Duitse muziekprijs (Deutsche Schallplattenpreis).
Hijzelf beschouwt zijn oeuvre als een muzikale autobiografie. In 1978 richtte hij al zijn eigen platenlabel Carmo op waarop enige albums verschenen; het platenlabel is inmiddels geïntegreerd in ECM Records waarop de meeste albums van Gismonti verschenen.

## Discografie

### Eigen albums
- Egberto Gismonti - 1969 - Brazilië
- Sonho 70 - 1970 - Brazilië
- Janela De Ouro - 1970 - Frankrijk
- Computador - 1970 - Frankrijk
- Orfeo Novo - 1971 - Duitsland
- Água & Vinho - 1972 - Brazilië
- Egberto Gismonti - 1973 - Brazilië
- Academia De Danças - 1974 - Brazilië
- Coraçoes Futuristas - 1976 - Brazilië
- Dança Das Cabeças - 1977 - Duitsland (ECM) met Nana Vasconcelos
- Carmo - 1977 - Brazilië
- Sol Do Meio Dia - 1978 - Duitsland (ECM)
- No Caipira - 1978 - Brazilië
- Solo - 1979 - Duitsland (ECM)
- E. Gismonti & N. Vasconcelos & M. Smetak - 1979 - Brazilië
- Magico - met Charlie Haden en Jan Garbarek - 1979 - Duitsland (ECM)
- Circense - 1980 - Brazilië
- Folk Songs - met Charlie Haden enJan Garbarek - 1981 - Duitsland (ECM)
- Em Familia - 1981 - Brazilië
- Sanfona - 1980 - Duitsland (ECM) solo met Academia de Dancas
- [Frevo] - 1980 - Brazilië (EMI Odeon)
- Fantasia - 1982 - Brazilië
- Guitar From ECM - 1982 - Frankrijk
- Sonhos De Castro Alves - 1982 - Brazilië
- Cidade Coraçao - 1983 - Brazilië
- Egberto Gismondi & Hermeto Pascoal - 1983 - Brazilië
- Works - 1984 - Duitsland (ECM)
- Egberto Gismonti - 1984 - Brazilië
- Duas Vozes - 1985 - Duitsland (ECM) met Nana Vasconcelos
- Trem Caipira - 1985 - Brazilië
- Alma - 1986 - Brazilië
- Feixe De Luz - 1988 - Brazilië
- Pagador De Promessas - 1988 - Brazilië
- Dança Dos Escravos - 1989 - Duitsland (ECM)
- Kuarup - 1989 - film music score - Brazilië
- Duo Gismonti/Vasconcelos Jazzbuhne Berlin - 1989 - live – Oost-Duitsland
- Infância - 1990 - Duitsland (ECM)
- Poetic Anthology of Joao Cabral De Mello E Neto - 1979 - Brazilië
- Poetic Anthology of Ferreira Gullar - 1979 - Brazilië
- Poetic Anthology of Jorge Amado - 1980 - Brazilië
- Children's Music - A Viagem Do Vaporzinho Tereré- met Dulce Bressante - 1980 - Brazilië
- Children's Music - O Pais Das Aguas Luminosas - 1980 - Brazilië
- Children's Music - O Girigivel Tereré- met Francis Hime - 1980 - Brazilië
- Amazônia - 1991 - film music score - Brazilië
- El Viaje - 1992 - film music score - Frankrijk
- Casa Das Andorinhas - 1992 - Brazilië
- Musica De Sobrevivéncia - 1993 - Duitsland (ECM)
- Egberto Gismonti - 1993 - Live at the 87 Festival in Freiburg Proscenium - CDV - Duitsland
- Egberto Gismonti - 1993 - Live at 93 São Paulo -Tom Brazilië - Brazilië
- Zigzag - 1996 (ECM)
- Meeting Point - 1997 (ECM)
- In Montreal - 2001 (ECM) met Charlie Haden
- Saudações - 2009 (ECM) met Alexandre Gismonti

### Als producer
- Dulce - O Samba Do Escritor - 1968 - Brazilië
- Maysa - 1969 - Brazilië
- Agostinho Dos Santos - 1969 - Brazilië
- Marie Laforet - 1970 - Frankrijk
- Johnny Alf - Nos - 1973 - Brazilië
- Airto Moreira - Identity - 1975 - USA
- A Barca Do Sol - 1975 - Brazilië
- Flora Purim - Open Your Eyes, You Can Fly - 1975 - Brazilië
- Paul Horn - Altura Do Sol (High Sun) - 1976 - USA
- Wanderléa - Vamos Que Eu Ja Vou - 1977 - Brazilië
- Marlui Miranda - Olho D’Agua - 1979 - Brazilië
- Nana Vasconcelos - Saudades - 1979 - Duitsland
- A Cor Do Som - Intuição - 1984 - Brazilië
- Bernard Wystraete - Intromission - 1985 - Frankrijk

### Als begeleidend en/of producerend musicus
Onderstaande albums werden alleen in Brazilië verspreid:
- Andre Geraissati - Entre Duas Palavras - 1983
- Nando Carneiro - Violão - 1983
- Luiz Eça - Luiz Eça - 1984
- Robertinho Silva - Bateria - 1984
- Piry Reis - Caminho Do Interior - 1984
- Aleuda - Oferenda - 1984
- Antonio José - Un Mito Uma Coruja Branca - 1984
- Carioca - Sete Dias, Sete Instrumentos, Musica - 1984
- Grupo Papavento - Aurora Dorica Para O Embaixador De Jupiter - 1984
- Artistas Carmenses - Carmo Ano 1 - 1985
- Luigi Irlandini - Azul E Areira - 1985
- Mú Carvalho - Meu Continente Encontrado - 1985
- William Senna - O Homen Do Madeiro - 1985
- Nando Carneiro - Mantra Brasil - 1986
- Luiz Eça, Robertinho Silva and Luiz Alves - Triângulo - 1986
- Marco Bosco - Fragmentos Da Casa - 1986
- Piry Reis - Rio Zero Grau - 1986
- Fernando Falçao - Barracas Barrocas - 1987

Ook buiten Brazilië:
- Arvore - Egberto Gismonti, group and Orchestra - 1991
- Circense - Egberto Gismonti , group and Orchestra - 1991
- Violão - Nando Carneiro - 1991
- Kuarup - Egberto Gismonti, group and Orchestra - 1991
- Academia De Danças - Egberto Gismonti, group and Orchestra -1992
- Trem Caipira - Egberto Gismonti group - 1992
- Nó Caipira - Egberto Gismonti, group and Orchestra - 1992
- Amazonia - Egberto Gismonti group - 1992
- 7 Dias, 7 instrumentos, musica - Carioca - 1992

### Balletmuziek
- Maracatu / Choreografie van Décio Otero met Ballet Stagium - 1974 - Brazilië
- Coraçoes Futuristas / Choreografie van Vitor Navarro met Corpo De Baile Do Teatro Municipal De São Paulo - 1976 - Brazilië
- Conforme A Altura Do Sol, Conforme A Altura Da Lua / Choreografie van Décio Otero met Ballett Stagium - 1978 - Brazilië
- Dança Das Cabeças / Choreografie van Décio Otero met Ballet Stagium - 1978 - Brazilië
- Construçao / Choreografie van Klaus e Angel Vianna - 1978 - Brazilië
- Sonhos De Castro Alves / Choreografie van Antonio Carlos Cardoso met the Corpo De Baile Do Teatro Castro Alves - Salvador - 1982 - Brazilië
- Variaçoes / Choreografie van Graziela Figuerca met Grupo Coringa - 1984 - Brazilië
- Agua y Vinho / Choreografie van Philip S. Rosemond at University of Cincinnati - 1986 - Ohio, USA
- Pantanal / Choreografie van Décio Otero met the Ballet Stagium - 1986 - Brazilië
- Variações Sobre Villa Lobos / Choreografie van Décio Otero met the Ballet Stagium - 1987 - Brazilië
- Maracatu / Choreography and performance of Ballet Babinka - 1986 - Uruguay
- Jogo De Buzios / Choreografie van Antonio Carlos Cardoso met the Corpo De Baile Do Teatro Castro Alves - 1988 - Brazilië
- Natura / Choreografie van Laura Dean Dancers and Musicians - 1988 - Live music performance in USA
- Sonhos De Castro Alves 2 / Choreografie van Victor Navarro met the Corpo De Baile Do Teatro Castro Alves - 1988 - Brazilië
- Inconfidentes / Choreografie van various choreographs met the Corpo De Baile De Teatro Palacio Das Artes - 1988 - Brazilië
- Iemanja / Choreografie van Joe Alegado met Tanz-Forum (Opera’s Ballet of Cologne) - 1990 - live music uitvoering in Philharmonic of Köln - Duitsland
- Danças Solitarias / Choreografie van Jochen Ulrich met Tanz-Forum (Opera’s Ballet of Cologne) - 1990 - uitvoering in Philharmonic of Köln - Duitsland
- 7 Anéis / Choreografie van Jochen Ulrich met Tanz-Forum (Opera’s Ballet of Cologne) - 1990 - uitvoering in Philharmonic of Köln - Duitsland
- Arrivals and Deparatures / Choreografie van Philip S. Rosemond - 1991 - Space for Dance - Boulder, Colorado, USA
- Carmen / Choreografie van Jochen Ulrich met Tanz-Forum (Opera’s Ballet of Cologne) - 1993 - uitvoering in Köln, Ludwigsburg and Ludwigshafen - Duitsland

### Filmmuziek
- A Penultima Donzela / Geregisseerd door Fernando Amaral - 1969 - Brazilië
- Em Famiglia / Geregisseerd door Paulo Porto - 1971 - Brazilië
- Confissões do Frei Abóbora / Geregisseerd door Braz Chediak -1972 - Brazilië
- Janaina / Geregisseerd door Olivier Perroy - 1973 - Brazilië
- Terra do Guaraná / documentaire - 1974 - Brazilië
- Quem tem Medo do Lobisomem / Geregisseerd door Reginaldo Farias - 1973 - Brazilië
- Nem os Bruxos Escapam / Geregisseerd door Valdir Ercolani - 1974 - Brazilië
- Polichinelo / Geregisseerd door Jean Pierre Albicoco - 1975 - Brazilië
- Raoni / Geregisseerd door Jean Pierre Dutilleux - 1976 - Frankrijk
- Parada 88 / Geregisseerd door José by Anchieta - 1977 - Brazilië
- Cruising / Geregisseerd door William Friedkin - 1979 - USA
- Ato by Violência / Geregisseerd door Eduardo Escorel - 1980 - Brazilië
- Pra Frente Brasil / Geregisseerd door Roberto Farias - 1981 - Brazilië
- Euridyce / Dir. by Mauro Alice / Documentaire - 1983 - Brazilië
- Avaeté / Geregisseerd door Zelito Vienna - 1985 - Brazilië
- La Bela Palomera / Geregisseerd door Rui Guerra - 1987 - Brazilië
- Kuarup / Geregisseerd door Rui Guerra - 1988 - Brazilië
- Amazonia / Geregisseerd door Monti Aguirre - 1990 - USA
- El Viaje / Geregisseerd door Fernando Solanas - 1991 - Argentina
- Tempo De Paz / Geregisseerd door Daniel Filho - 2009 - Brazilië
- Chico Xavier / Geregisseerd door Daniel Filho - 2010 - Brazilië

### Muziek voor televisie
- As Nadadoras / (Art Video) Tv Manchete of Mariza Alvares Lima - 1986 - Brazilië
- ? - Diadorim / (Art Video) of José de Anchieta - 1987 - Brazilië
- Pantanal / (Documentary) TV Manchete of Washington Novaes - 1986 - Brazilië
- O Pagador De Promessas / (Mini-serie of 15 episodes) TV Globo of Dias Gomes, dir. Tizuca Yamasaki - 1988 - Brazilië
- Um Grito Pela Vida / Conservation International Production - Haroldo e Flavia Castro - 1991 - USA
- Amazonia Parte II / (serie of 120 episodes) TV Manchete of T. Yamsaki and Regina Braga , dir. Tizuca Yamasaki - 1992 - Brazilië
- Kuarup / (Mini-serie of 5 episodes) TV Manchete of Rui Guerra - 1992 - Brazilië

### Theatermuziek
- Maria Minhoca / by Maria Clara Machado - 1969
- Encontro No Bar / by Braulio Pedroso / dir. by Celso Nunes met Camila Amado and Zanoni Perrite - 1973
- Seria Comico Se Nao Fosse Serio / by Dürrenmatt / dir. by Celso Nunes met Fernanda Montenegro, Mauro Mendoça and Fernando Torres - 1974
- Festa de Sabado / by Braulio Pedroso & Geraldo Carneiro, dir. de Daniel Filbo and Antonio Pedro met Camila Amado and Antonio Pedro - 1976
- O Pequeno Principe / by Saint Exupery met Carlos Vereza and Susane Carvalho - 1978
- Dor De Amor / by Braulio Pedroso dir. by Paulo Cesar Pereio met Paulo Cesar Pereio and Scarlet Moon - 1976
- Bandeira Dos Cinco Milreis / by Geraldo Carneiro, dir. by Aderbal Jr. met Maria Padiha and Marco Nanini - 1985
- Passageiro Da Estrela / Dir. by Sergio Fonta, met Lidia Brondi - 1984
- O Homen Sobre o Parapeito Da Ponte / by Guy Poissy met Carlos Vereza and Clemente Vizcaino - 1987
- Sonhos De Uma Noite De Verão / by William Shakespeare, dir. by Werner Herzog - 1992 for Exp

### Verdere kunstuitingen
- Os Muito Universos / by Miralda Pedroso (installation) - 1985
- Ita-Parica / (Fragmentos de uma exposiçao) by Miralda Pedroso (installation) - 1985
- Figueira Branca / by Akiko Fujita (Sculpture & Installation) - 1986
- Os Sete Aneis / by Antonio Peticov (Sculpture) - 1986

### Ensemblemuziek
- Music for 48 Strings – opgedragen aan Igor Strawinsky
- Ritmos & Danças - gitaar en orkest – opgedragen aan Léo Brower
- Dança das Sombras - kamerorkest - 1983
- 10 Gitaarstudies - 1979/1990
- 10 Strijkkwartetten - 1987/1990
- Songbook – uitgegeven door Editions Gismonti - 1989/1990
- 10 Pianosudies - 1989/1990
- Musica de Sobrevivência – Symfonische muziek op verzoek van Sec. Cultura de São Paulo - 1990
- Realejo - kamermuziek - 1991
- Strawa no Sertão - kamermuziek - 1991
- Cabinda, a cantiga dos Espiritos – Symfonische muziek op verzoek van het Tonhalle Orchester Zürich - 1992
- Imagem & Variações – idem voor São Paulo Symfonie Orkest - 1992
- Strawa no Sertão , Maxixe – idem voor een symfonieorkest uit Kopenhagen - 1993
- Lundú - idem - 1993
- Forró – idem voor het Bahia Symfonieorkest - OSBA - 1993
- Frevo – idem voor het Cordoba Symfonie orkest 1993
- Dança dos Escravos – idem - 1993

### Allerlei
- Gismonti & Vasconcelos - Live at ‘87 Montreux Jazz Festival - Warner Bros. CD
- Gismonti & C. Haden - Live at ‘89 Montreal Jazz Festival - Polygram Classics CD
- Gismonti & Ars Nova - Gismonti Vocal Music - ECM Records CD
- Livro das Ignorânças - Music based in Manoel de Barros Poems - ECM Records CD
- Casa das Andorinhas - Music for ‘92 Braziliëian TV Series - Carmo/ECM CD
- Bandeira do Brasil - Compilation of E. Gismonti works - Carmo/ECM CD
- Song Book number 2 - Mundiamusic & Ed. Gismonti - Switzerland - songbook
- Music for Strings Quartet - Mundiamusic & Ed. Gismonti - Switzerland - music book